# 영의 간섭 실험

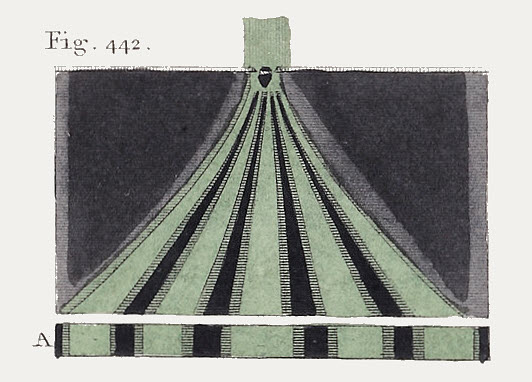

영의 간섭 실험(Young's interference experiment, Young's double-slit interferometer)은 현대의 이중 슬릿 실험의 오리지널 버전으로, 토머스 영이 19세기 초에 실험한 것이다. 이 실험은 빛의 파장 이론을 대중적으로 수용시키는데 주된 역할을 하였다. 이후 오귀스탱 프레넬 또한 같은 실험을 진행했다.

## 개요
건판을 현상하지 않고 그대로 사용해서 유제의 표면에 예리한 쇠붙이로 가는 선을 2개 긋는다.  이때 유제는 잘리지만 유리에는 금이 가지 않도록 그으면 2개의 슬릿이 나란히 존재하게 된다, 이것을 눈 앞에 놓고 선상 필라멘트를 보면, 간섭에 의한 줄무늬 모양(간섭호)이 보인다. 2개의 슬릿이 0.2mm정도의 간격일 때에는 간섭호의 간격은 넓고, 또 1mm정도의 간격일 때에는 간섭호의 간격은 좁아진다.   건판 대신으로 유리 표면에 비닐 테이프를 붙인 것을 사용해도 된다. 이 경우, 유리와 비닐 테이프의 밀착성은 건판의 유제처럼 강하지 않으므로 슬릿의 간격을 좁게 할 때에는 주의하여 자른다.  또. 광원으로서 선상의 전구가 없을 때에는 투명한 유리 전구를 사용한다. 전구의 필라멘트가 나선 모양으로 되어 좀 굵은 경우에는 수미터 이상 멀리 떨어지게 하면 된다. 필라멘트와 슬릿을 평행하게 하면 간섭호가 보인다. 도중에 빨간 셀로판을 넣으면, 긴 파장의 빨간 빛에 의한 간섭호의 간격은 넓다는 것을 알 수 있다.

## 같이 보기
- 광전 효과
- 파동-입자 이중성